# Пирбаум
Пирбаум (њем. Pyrbaum) град је у њемачкој савезној држави Баварска. Једно је од 19 општинских средишта округа Нојмаркт (Горњи Палатинат). Према процјени из 2010. у граду је живјело 5.597 становника. Посједује регионалну шифру (AGS) 9373156.

## Географски и демографски подаци
Пирбаум се налази у савезној држави Баварска у округу Нојмаркт (Горњи Палатинат). Град се налази на надморској висини од 438 метара. Површина општине износи 50,3 km². У самом граду је, према процјени из 2010. године, живјело 5.597 становника. Просјечна густина становништва износи 111 становника/km².

## Међународна сарадња
| Мјесто       | Држава   | Врста сарадње | Од    |
| ------------ | -------- | ------------- | ----- |
| Вертешбоглар | Мађарска | партнерство   | 1991. |
| Чаквар       | Мађарска | партнерство   | 1988. |
| Извор        |          |               |       |